# بلير ويلسون
بلير ويلسون هو سياسي كندي، ولد في 18 مايو 1963 في كولومبيا البريطانية في كندا. حزبياً، نشط في حزب الخضر الكندي والحزب الليبرالي الكندي. وقد انتخب عضو مجلس العموم الكندي.